# Kefamenanu Utara
Kefamenanu Utara is een bestuurslaag in het regentschap Timor Tengah Utara van de provincie Oost-Nusa Tenggara, Indonesië. Kefamenanu Utara telt 2497 inwoners (volkstelling 2010).